# Batrachuperus tibetanus
Batrachuperus tibetanus – gatunek płaza ogoniastego z podrodziny Hynobiinae w rodzinie kątozębnych (Hynobiidae). Endemit Chin. Jest narażony na wyginięcie.

## Występowanie
Występuje w Chinach w prowincjach Syczuan, Shaanxi, Qinghai, Gansu oraz Tybetańskim Regionie Autonomicznym.

## Charakterystyka
Osiąga od 17 cm do 21 cm długości. Jego głowa jest nieco płaska. Ma szeroki i okrągły pysk. Jego grzbiet oraz ogon jest zazwyczaj ciemnożółty, szary lub szaro-zielony. Brzuch jest w jasnych kolorach. Czasami posiadają czarne kropki na grzbiecie.